# Conozoa hyalina
Conozoa hyalina foi uma espécie de insecto da família Acrididae. Foi endémica dos Estados Unidos da América.